# Prince George (Virginia)
Prince George település az Amerikai Egyesült Államok Virginia államában, Prince George megyében, melynek megyeszékhelye is. Lakosainak száma 2315 fő (2020. április 1.).

## Népesség
A település népességének változása:

| 2010 | 2 066 |
| 2020 | 2 315 |